# Lucius Aurelius Avianius Symmachus
Lucius Aurelius Symmachus Avianius (bijnaam Phosphorius) (gestorven 376) was een laat-antieke Romeinse Senator
Symmachus was een aanhanger van de traditionele cultus van de Romeinse goden. Hij was meermalen pontifex maior. Als praefectus annonae was de zeer gerespecteerde Symmachus ook verantwoordelijk voor de graanleveranties aan Rome (340/50). In 360 werd hij vicarius urbis Romae, een ondergeschikte van de Praefectus praetorio voor Italia en tevens zijn plaatsvervanger. In 361 maakte hij weer deel uit van een delegatie van de Senaat naar de toenmalige keizer Constantius II; blijkbaar werd hij vaak belast met diplomatieke missies naar het keizerlijk hof. Keizer Julianus (361-363) zou hem zeer gewaardeerd hebben.
Symmachus bekleedde in het jaar 364-65 het ambt van stadsprefect van Rome. Hij was duidelijk erg rijk. Voor het jaar 377 stond hij op de nominatie om consul te worden, hij stierf echter voordat hij dit ambt kon bekleden. Zijn zoon, de beroemde redenaar en politicus Quintus Aurelius Symmachus prees zijn retorische vaardigheden en zijn poëzie (Brieven 1,3,4).